# Protapanteles aucklandensis
Protapanteles aucklandensis är en stekelart som först beskrevs av Cameron 1909.  Protapanteles aucklandensis ingår i släktet Protapanteles och familjen bracksteklar. Inga underarter finns listade i Catalogue of Life.